# Saṃdhinirmocanasūtra
Il Saṃdhinirmocanasūtra (dal sanscrito, variamente letto come «Sūtra della spiegazione del vero significato», «Sūtra che scioglie i legami», «Sūtra della spiegazione del pensiero»; in cinese: 解深密經 Jiěshēnmìjīng; in giapponese: 解深密経; in coreano: 해심밀경?, Hae simmil kyŏngMR; in vietnamita: Giải thâm mật kinh; in tibetano: དགོངས་པ་ངེས་འགྲེལ, dgongs pa nges 'grel, trascrizione semplificata THL: Gongpangédrel) è un celebre e importante sūtra, mahāyāna, di scuola yogācāra, risalente probabilmente al IV secolo, conservato ai T.D. 675, 676, 677 e 678 del Canone buddista cinese e al Toh. 106 del Canone buddista tibetano. Non sono disponibili di versioni in lingua sanscrita, in quanto probabilmente perdute intorno al XIII secolo.

## IlSaṃdhinirmocanasūtranei Canoni buddisti cinese e tibetano
- Nel Canone buddista cinese il Saṃdhinirmocanasūtra è stato completamente tradotto da Bodhiruci nel 514 (T.D. 675, con il titolo 深密解脫經) in cinque rotoli e da Xuánzàng nel 647 (T.D. 676, con il titolo 解深密經), in cinque rotoli. In questo canone sono conservate anche due traduzioni parziali: quella di Guṇabhadra del 435-443 (T.D. 678 con il titolo 相續解脫地波羅蜜了義經) in un rotolo e quella  di Paramārtha del 557 (T.D. 677 con il titolo 佛說解節經) sempre in un rotolo.
- Nel Canone buddista tibetano è conservata la traduzione integrale di questo sūtra al Toh. 106, di cui non si conosce il traduttore, con il titolo di འཕགས་པ་དགོངས་པ་ངེས་པར་འགྲེལ་པའི་མདོ, phags pa dgongs pa nges par 'grel pa'i mdo, presentandosi comunque nell'VIII secolo nel commentario su di esso, lo Āryasamdhinirmocanasūtravyākhyāna (འཕགས་པ་དགོངས་པ་ངེས་པར་འགྲེལ་པའི་མདོའི་རྣམ་པར་བཤད་པ, Phags-pa-dgongs-pa-nges-par-'grel-pa'imdo'i-rnam-par-bshad-pa, al Toh. 4358), questa opera di Byang-chub-rdzu-'phrul, forse identificato con Cog-ro-klu'i-rgyal-mtshan, ཅོག་རོ་ཀླུའི་རྒྱལ་མཚན[3]. Di questo sūtra esistono differenti edizioni a seconda della edizione del bKa’-’gyur presa in esame[4].

Esistono due traduzioni nelle lingue occidentali della versione tibetana del sūtra:
- in francese eseguita da Étienne Lamotte in Saṃdhinirmocanasūtra: L'explication des Mysteres. Parigi, Adrien Maisonneuve, 1935.
- in inglese eseguita da John Powers, in Wisdom of Buddha: the Saṃdhinirmocana Sūtra. Boston, Shambhala, 1995.

Esistono due traduzioni in lingua occidentale della versione cinese del sūtra:
- in inglese eseguita da Thomas Cleary, in Buddhist Yoga: A Comprehensive Course. Boston, Shambhala, 1999.
- in inglese eseguita da John P. Keenan, in The Scripture on the Explication of Underlying Meaning. Berkeley, Bukkyo Dendo Kyokai e Numata Center for Buddhist Translation and Research, 2000.

## Contenuto delsūtra
La versione tibetana del Saṃdhinirmocanasūtra si compone di dieci capitoli:
1. Gambhīrārthasamdhinirmocana
2. Domande di Dharmodgata
3. Domande di Suviśuddhamati
4. Domande di Subhūti
5. Domande di Viśālamati
6. Domande di Gunākara
7. Domande di Paramārthasamudgata
8. Domande di Maitreya
9. Domande di Avalokiteśvara
10. Domande di Mañjuśrī

I primi quattro capitoli trattano della natura della verità ultima (paramārtha), spiegando come essa debba essere compresa, ossia trascendendo qualsiasi categoria concettuale consistendo, questa "verità", come indescrivibile e non duale.
Il quinto capitolo tratta della "coscienza", descrivendo le "otto coscienze" (âṣṭâvijñāna): sei coscienze dei sensi, una mentale contaminata dal karman detta kliṣṭamanas (cinese 染汚意 rǎnwū yì, giapp. zenmai, tib. nyon mongs pa can gyi yid, yid kun nas nyon mongs par byed pa) e l'ottava coscienza, l'ālayavijñāna incontaminata (cinese 阿賴耶識  ālàiyéshì, giapp. arayashiki, tib. kun gzhi rnam shes pa).
Il sesto capitolo descrive le "tre nature" (trisvabhāva)
Nel settimo capitolo vengono indicati i testi che sono da interpretare e quelli da prendere alla lettera indicati rispettivamente come sūtra neyârtha (cinese 未了義 wèiliǎoyì, giapp. miryōgi, tib. drang ba'i don) quelli da "interpretare", quelli "provvisori"; mentre quelli dal significato chiaro (definitivi) vengono indicati come nītārtha (cinese 了義教 liǎoyì jiào, giapp. ryōgi kyō, tib. nges pa'i don bshad pa).
L'ottavo capitolo inerisce alla meditazione ossia alla pratica del śamatha e della vipaśyanā.
Il nono capitolo descrive il progredire del bodhisattva lungo le "Dieci terre" (daśa bhūmi).
Il decimo e ultimo capitolo descrive la natura e il frutto della "buddhità" quindi la spontanea compassione dei buddha.
La versione cinese del  Saṃdhinirmocanasūtra suddivide il testo in otto capitoli .

### L'insegnamento del bodhisattva Paramārthasamudgata e iltridharmacakrapravartana
(Saṃdhinirmocanasūtra,  解深密經, al T.D. 676, 697a-697b)
L'insegnamento più noto di questo sūtra è contenuto nel settimo capitolo dell'edizione tibetana e nel quinto capitolo dell'edizione cinese. In questa parte del Saṃdhinirmocanasūtra il bodhisattva Paramārthasamudgata spiega che il Buddha ha esposto la sua dottrina per tre volte (tridharmacakrapravartana, "tre giri della Ruota del Dharma"), indirizzandola a uditori dalla differente capacità di comprensione. Tra il sūtra e i suoi commentari emergerebbe quindi la seguente dottrina: 
- la prima volta a Ṛṣipatana (Mṛgadāva, Sārnāth, nei pressi di Vārāṇasī) il Buddha Śākyamuni ha esposto il catuḥsatyadharmacakra, la "Ruota del Dharma delle Quattro [nobili] Verità" indirizzandolo agli śrāvaka aderenti allo hīnayāna;
- la seconda volta sul Gṛdhrakūṭaparvata, ha esposto quello che i commentatori del sūtra indicano come alakṣaṇadharmacakra ("Ruota del Dharma privo di segni") indirizzandolo ai bodhisattva che comprendono la dottrina della śūnyatā, che nega l'esistenza di tutti i dharma (tutti i fenomeni sono niḥsvabhāva, quindi privi di "natura propria"),  indicando tuttavia questo insegnamento come neyârtha (provvisorio);
- l'insegnamento definitivo, nītārtha, del Buddha è stato esposto la terza volta, a Vaiśālī e consisterebbe, per questo sūtra, nel terzo Giro della Ruota del Dharma detto paramārthaviniścayadharmacakra ("Ruota del Dharma della Verità ultima) corrispondendo alla dottrina detta del suvibhakta ("ben differenziato") dove alcuni dharma risultano esistenti mentre altri no e la dottrina detta del trisvabhāva.

La scuola dge lugs del buddismo tibetano considera gli insegnamenti propri del secondo giro della Ruota del Dharma, lo alakṣaṇadharmacakra, come quelli definitivi, nītārtha, valutando quindi quelli inerenti al primo e al terzo come meri insegnamenti "provvisori", neyārtha. Questo ha provocato, a partire dal XV secolo e fino ai nostri giorni, una vivace controversia con altre scuole che invece intendono essere il paramārthaviniścayadharmacakra l'insegnamento ultimo e definitivo.